# Widowspeak
Widowspeak is een Amerikaanse indierock-band, met als basis de New Yorkse borough Brooklyn. De band bestaat uit gitarist en zangeres Molly Hamilton en gitarist Robert Earl Thomas.

## Historie
De band werd in 2010 in Brooklyn opgericht door Molly Hamilton en Michael Stasiak, beiden afkomstig uit Tacoma (Washington). Later kwam gitarist Robert Earl Thomas erbij en Widowspeak bracht in augustus 2011 zijn debuutalbum Widowspeak uit. Voor een aflevering van de televisieserie American Horror Story werd de single "Harsh Realm" gebruikt. In 2012 trok de band in verband met het uitgebreide tourneeschema bassiste Pamela Garabano-Coolbaugh aan, maar zowel Garabana-Coolbaugh als Stasiak verlieten na de tournee de band.
In januari 2013 bracht Widowspeak het tweede album Almanac uit. De productie was van Kevin McMahon, die ook productiewerk heeft gedaan voor Swans en Real Estate.

## Leden
- Molly Hamilton — zang, slaggitaar
- Robert Earl Thomas — leadgitaar

## Discografie

### Albums
- 2011 - Widowspeak
- 2013 - Almanac
- 2013 - The Swamps
- 2015 - All Yours
- 2017 - Expect the Best
- 2020 - Plum
- 2022 - The Jacket

### Ep's
- 2013 - The Swamps
- 2021 - Honeychurch

### Singles
- 2011 - Harsh Realm (7")
- 2011 - Gun Shy (7")